# Musoniella affinis
Musoniella affinis är en bönsyrseart som beskrevs av Toledo Piza 1961. Musoniella affinis ingår i släktet Musoniella och familjen Thespidae. Inga underarter finns listade i Catalogue of Life.